# Lucia Siposová
Lucia Siposová (ur. 21 maja 1980 roku w Bratysławie) – słowacka aktorka filmowa, telewizyjna i teatralna, pisarka, scenarzystka oraz producentka filmowa.

## Wybrana filmografia

### Filmy fabularne
- 2007: Na vlastní nebezpečí jako Misa
- 2008: Stróż na kolei (Hlídač č. 47) jako Anicka Dousová (żona stróża)
- 2009: x=x+1
- 2011: 360. Połączeni (360) jako Mirka
- 2016: Teorie tygra

### Seriale telewizyjne
- 2008-2009: Panelák jako sprzątaczka Vierka
- 2009: Zrozen bez porodu jako sędzia Hávová
- 2012: Oszalała ziemia jako Katka
- 2014: Universum History jako Olympia Mancini
- 2014: Neviditelní jako Pani

## Scenarzystka
- 2012: Tigre v meste (współscenarzystka)

## Producentka
- 2012: Tigre v meste (współproducentka)

## Powieści
- Hello. My name is Anča Pagáčová (2008)
- S láskou, Anča Pagáčová (2015)[1]

## Nagrody
- Tiburon International Film Festival 2009: Nagroda Złotej Szpuli (ang. Golden Reel Award) w kategorii „Najlepsza aktorka”